# The Soul Man/Episodenliste

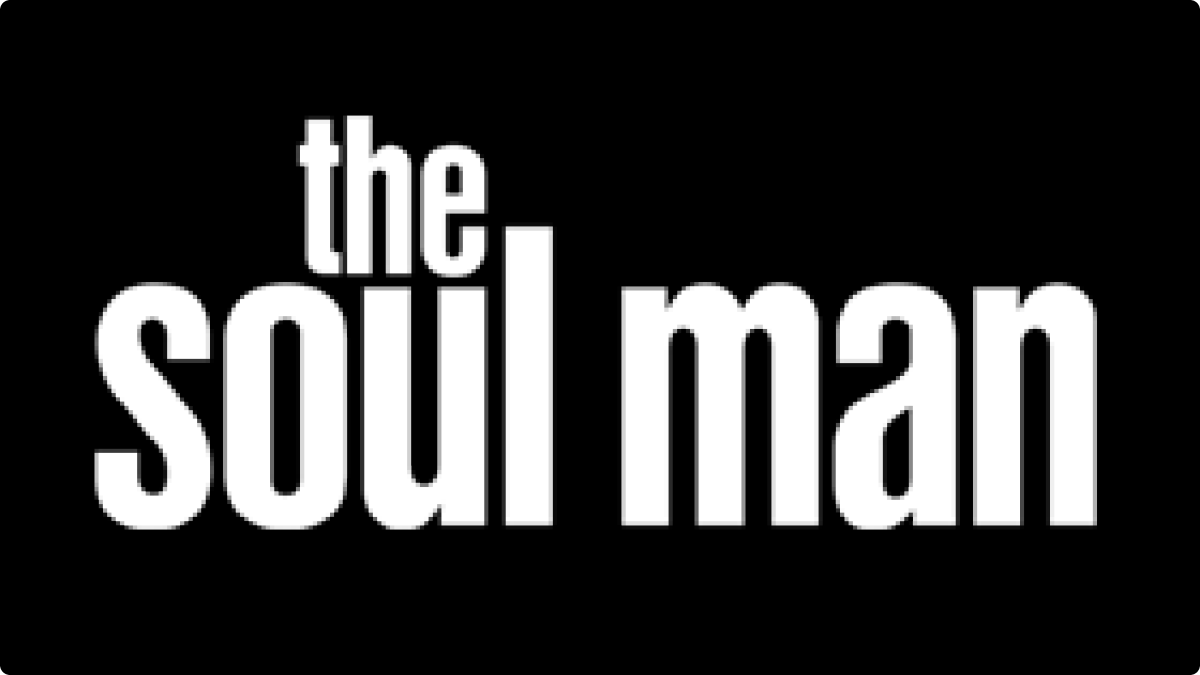
Logo zur Serie

Diese Episodenliste enthält alle Episoden der US-amerikanischen Sitcom The Soul Man, sortiert nach der US-amerikanischen Erstausstrahlung. Zwischen 2012 und 2016 entstanden in fünf Staffeln insgesamt 54 Episoden mit einer Länge von jeweils etwa 22 Minuten.

## Übersicht
| Staffel | Episodenanzahl | Erstausstrahlung USA | Erstausstrahlung USA | Deutschsprachige Erstausstrahlung | Deutschsprachige Erstausstrahlung |
| Staffel | Episodenanzahl | Staffelpremiere      | Staffelfinale        | Staffelpremiere                   | Staffelfinale                     |
| ------- | -------------- | -------------------- | -------------------- | --------------------------------- | --------------------------------- |
| 1       | 12             | 20. Juni 2012        | 5. September 2012    |                                   |                                   |
| 2       | 10             | 19. Juni 2013        | 28. August 2013      |                                   |                                   |
| 3       | 8              | 26. März 2014        | 14. Mai 2014         |                                   |                                   |
| 4       | 12             | 18. März 2015        | 27. Mai 2015         |                                   |                                   |
| 5       | 12             | 30. März 2016        | 22. Juni 2016        |                                   |                                   |

## Staffel 1
Die Erstausstrahlung der ersten Staffel war vom 20. Juni bis zum 5. September 2012 auf dem US-amerikanischen Fernsehsender TV Land zu sehen. Eine deutschsprachige Erstausstrahlung wurde bisher nicht gesendet.
| Nr. (ges.) | Nr. (St.) | Deutscher Titel | Originaltitel                | Erstausstrahlung USA | Deutschsprachige Erstausstrahlung (—) | Regie       | Drehbuch                                | Zuschauer (USA) |
| ---------- | --------- | --------------- | ---------------------------- | -------------------- | ------------------------------------- | ----------- | --------------------------------------- | --------------- |
| 1          | 1         | —               | Lost in the Move             | 20. Juni 2012        | —                                     | Stan Lathan | Suzanne Martin & Cedric the Entertainer | 1,92 Mio.       |
| 2          | 2         | —               | Pastor Interference          | 27. Juni 2012        | —                                     | Stan Lathan | Devon Shepard                           | 1,20 Mio.       |
| 3          | 3         | —               | The Ballentine Hands         | 4. Juli 2012         | —                                     | Stan Lathan | Teri Schaffer & Raynelle Swilling       | 0,81 Mio.       |
| 4          | 4         | —               | I Wanna Spend Time Witchoo   | 11. Juli 2012        | —                                     | Stan Lathan | Robert Peacock                          | 0,88 Mio.       |
| 5          | 5         | —               | My Old Flame                 | 18. Juli 2012        | —                                     | Stan Lathan | Phoef Sutton                            | 0,85 Mio.       |
| 6          | 6         | —               | Preacher’s Block             | 25. Juli 2012        | —                                     | Stan Lathan | Raynelle Swilling & Teri Schaffer       | 1,12 Mio.       |
| 7          | 7         | —               | The God-Fathers              | 1. Aug. 2012         | —                                     | Stan Lathan | Joe Furey                               | 0,95 Mio.       |
| 8          | 8         | —               | J.C. Carpenter’s Gospel Show | 8. Aug. 2012         | —                                     | Stan Lathan | Norm Gunzenhauser                       | 1,03 Mio.       |
| 9          | 9         | —               | How To Be a Church Lady      | 15. Aug. 2012        | —                                     | Stan Lathan | Todd Jones & Earl Richey Jones          | 1,03 Mio.       |
| 10         | 10        | —               | Loving Las Vegas             | 22. Aug. 2012        | —                                     | Stan Lathan | Joe Furey                               | 0,97 Mio.       |
| 11         | 11        | —               | To Leave or Not to Leave     | 29. Aug. 2012        | —                                     | Stan Lathan | Robert Peacock                          | 1,01 Mio.       |
| 12         | 12        | —               | Momma’s Home                 | 5. Sep. 2012         | —                                     | Stan Lathan | Phoeff Sutton                           | 0,99 Mio.       |

## Staffel 2
Die Erstausstrahlung der zweiten Staffel wurde vom 19. Juni bis zum 28. August 2013 auf dem US-amerikanischen Fernsehsender TV Land gesendet. Eine deutschsprachige Erstausstrahlung wurde bisher nicht gesendet.
| Nr. (ges.) | Nr. (St.) | Deutscher Titel | Originaltitel              | Erstausstrahlung USA | Deutschsprachige Erstausstrahlung (—) | Regie                  | Drehbuch                             |
| ---------- | --------- | --------------- | -------------------------- | -------------------- | ------------------------------------- | ---------------------- | ------------------------------------ |
| 13         | 1         | —               | Get Thee Behind Me         | 19. Juni 2013        | —                                     | Shelley Jensen         | Michael Curtis & Roger S.H. Schulman |
| 14         | 2         | —               | My Brother’s Keeper        | 26. Juni 2013        | —                                     | Shelley Jensen         | Yvette Lee Bowser & Devon Shepard    |
| 15         | 3         | —               | Daddy and Mommy Dearest    | 10. Juli 2013        | —                                     | Leonard R. Garner, Jr. | Teri Schaffer & Raynelle Swilling    |
| 16         | 4         | —               | Love Thy Neighbor          | 17. Juli 2013        | —                                     | Phill Lewis            | David M. Matthews                    |
| 17         | 5         | —               | The Punching Preacher      | 24. Juli 2013        | —                                     | Phill Lewis            | Devon Shepard                        |
| 18         | 6         | —               | Bride and Prejudice        | 31. Juli 2013        | —                                     | Leonard R. Garner, Jr. | Carla Banks Waddles                  |
| 19         | 7         | —               | Save the Last Dance for Me | 7. Aug. 2013         | —                                     | Shelley Jensen         | Phoef Sutton                         |
| 20         | 8         | —               | Boyce in the Hood          | 14. Aug. 2013        | —                                     | Shelley Jensen         | Carla Banks Waddles                  |
| 21         | 9         | —               | Music and Lyric            | 21. Aug. 2013        | —                                     | Leonard R. Garner, Jr. | Michael Curtis & Roger S.H. Schulman |
| 22         | 10        | —               | Revelations                | 28. Aug. 2013        | —                                     | Leonard R. Garner, Jr. | Gayle Abrams & Pat Bullard           |

## Staffel 3
Die Erstausstrahlung der dritten Staffel wurde vom 26. März bis zum 14. Mai 2014 auf dem US-amerikanischen Fernsehsender TV Land gesendet. Eine deutschsprachige Erstausstrahlung wurde bisher nicht gesendet.
| Nr. (ges.) | Nr. (St.) | Deutscher Titel | Originaltitel                    | Erstausstrahlung USA | Deutschsprachige Erstausstrahlung (—) | Regie       | Drehbuch                                            |
| ---------- | --------- | --------------- | -------------------------------- | -------------------- | ------------------------------------- | ----------- | --------------------------------------------------- |
| 23         | 1         | —               | All the Way Live                 | 26. März 2014        | —                                     | Stan Lathan | Devon Shepard                                       |
| 24         | 2         | —               | Obama Drama                      | 2. Apr. 2014         | —                                     | Stan Lathan | Michael Curtis & Roger S.H. Schulman                |
| 25         | 3         | —               | Brother, Can You Spare A Kidney? | 9. Apr. 2014         | —                                     | Stan Lathan | David M. Matthews                                   |
| 26         | 4         | —               | Oh My Goddy                      | 16. Apr. 2014        | —                                     | Stan Lathan | Alyssa Forleiter, Andrew Lee & Michael J. S. Murphy |
| 27         | 5         | —               | Back in the Day                  | 23. Apr. 2014        | —                                     | Stan Lathan | Pat Bullard                                         |
| 28         | 6         | —               | Daddy Issues                     | 30. Apr. 2014        | —                                     | Stan Lathan | Carla Banks Waddles                                 |
| 29         | 7         | —               | My Sweet Lord                    | 7. Mai 2014          | —                                     | Stan Lathan | Michael Curtis & Roger S. H. Schulman               |
| 30         | 8         | —               | Moving On Up                     | 14. Mai 2014         | —                                     | Stan Lathan | Carla Banks Waddles & David W. Matthews             |

## Staffel 4
Die Erstausstrahlung der vierten Staffel war vom 18. März bis zum 27. Mai 2015 auf dem US-amerikanischen Kabelsender TV Land zu sehen. Eine deutschsprachige Erstausstrahlung wurde noch nicht gesendet.
| Nr. (ges.) | Nr. (St.) | Deutscher Titel | Originaltitel                | Erstausstrahlung USA | Deutschsprachige Erstausstrahlung (—) | Regie       | Drehbuch                  | Zuschauer (USA) |
| ---------- | --------- | --------------- | ---------------------------- | -------------------- | ------------------------------------- | ----------- | ------------------------- | --------------- |
| 31         | 1         | —               | Oh Snow You Didn’t           | 18. März 2015        | —                                     | Stan Lathan | Chris Kelly               | 0,606 Mio.      |
| 32         | 2         | —               | No Weddings and Ten Funerals | 25. März 2015        | —                                     | Stan Lathan | Bill Martin & Mike Schiff | 0,456 Mio.      |
| 33         | 3         | —               | Shopping While Black         | 1. Apr. 2015         | —                                     | Stan Lathan | Don D. Scott              | 0,610 Mio.      |
| 32         | 4         | —               | Voice Over                   | 8. Apr. 2015         | —                                     | Stan Lathan | David Bickel              | 0,462 Mio.      |
| 35         | 5         | —               | Home Boyce                   | 15. Apr. 2015        | —                                     | Stan Lathan | kriss Turner              | 0,485 Mio.      |
| 36         | 6         | —               | Tell It Like It Isn’t        | 22. Apr. 2015        | —                                     | Stan Lathan | David J. Booth            | 0,396 Mio.      |
| 37         | 7         | —               | Be My Ballentine             | 29. Apr. 2015        | —                                     | Stan Lathan | Megan Neuringer           | 0,396 Mio.      |
| 38         | 8         | —               | Wife of a Preacherman        | 6. Mai 2015          | —                                     | Stan Lathan | David A. Katz             | 0,539 Mio.      |
| 39         | 9         | —               | Who Let the Dog In?          | 13. Mai 2015         | —                                     | Stan Lathan | Malik Sanon               | 0,585 Mio.      |
| 40         | 10        | —               | Mo’ Momma, Mo’ Problems      | 20. Mai 2015         | —                                     | Stan Lathan | Jameel Saleem             | 0,478 Mio.      |
| 41         | 11        | —               | Roar!                        | 27. Mai 2015         | —                                     | Stan Lathan | Mike Schiff               | 0,399 Mio.      |
| 42         | 12        | —               | Busting Boyce                | 27. Mai 2015         | —                                     | Stan Lathan | Bill Martin               | 0,355 Mio.      |

## Staffel 5
Die Erstausstrahlung der fünften Staffel fand vom 30. März bis zum 22. Juni 2016 auf dem US-amerikanischen Kabelsender TV Land statt. Eine deutschsprachige Erstausstrahlung wurde noch nicht gesendet.
| Nr. (ges.) | Nr. (St.) | Deutscher Titel | Originaltitel              | Erstausstrahlung USA | Deutschsprachige Erstausstrahlung (—) | Regie                  | Drehbuch                  | Zuschauer (USA) |
| ---------- | --------- | --------------- | -------------------------- | -------------------- | ------------------------------------- | ---------------------- | ------------------------- | --------------- |
| 43         | 1         | —               | Rev. Run                   | 30. März 2016        | —                                     | Stan Lathan            | Mike Schiff               | 0,445 Mio.      |
| 44         | 2         | —               | Boyce’s Choices            | 6. Apr. 2016         | —                                     | Stan Lathan            | Bill Martin               | 0,398 Mio.      |
| 45         | 3         | —               | Hangin’ with Mr. Cupper    | 13. Apr. 2016        | —                                     | Stan Lathan            | Don D. Scott              | 0,301 Mio.      |
| 46         | 4         | —               | Leader of the PAC          | 20. Apr. 2016        | —                                     | Stan Lathan            | David Bickel              | 0,358 Mio.      |
| 47         | 5         | —               | Southern Discomfort        | 27. Apr. 2016        | —                                     | Stan Lathan            | Chris Kelly               | 0,308 Mio.      |
| 48         | 6         | —               | Soul Train                 | 4. Mai 2016          | —                                     | Stan Lathan            | Kriss Turner              | 0,311 Mio.      |
| 49         | 7         | —               | Sex, Lies, and Video Store | 11. Mai 2016         | —                                     | Stan Lathan            | David J. Booth            | 0,276 Mio.      |
| 50         | 8         | —               | This Mud’s for You         | 18. Mai 2016         | —                                     | Stan Lathan            | David A. Katz             | 0,391 Mio.      |
| 51         | 9         | —               | No Bingo, No Peace         | 25. Mai 2016         | —                                     | Bill Martin            | Malik Sanon               | 0,298 Mio.      |
| 52         | 10        | —               | White Trash                | 1. Juni 2016         | —                                     | Cedric the Entertainer | Megan Neuringer           | 0,314 Mio.      |
| 53         | 11        | —               | Numb and Number            | 15. Juni 2016        | —                                     | Stan Lathan            | Elizabeth Rose Quinn      | 0,315 Mio.      |
| 54         | 12        | —               | Boyce Don’t Cry            | 22. Juni 2016        | —                                     | Stan Lathan            | Bill Martin & Mike Schiff | 0,322 Mio.      |